# 톰 스콧 (유튜버)

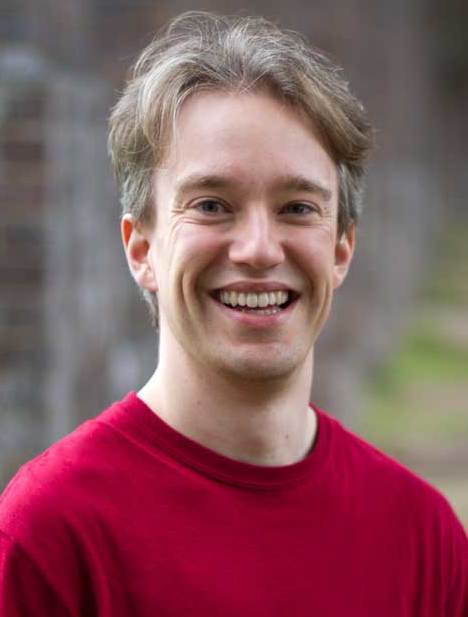
2016년 모습

토머스 스콧(Thomas Scott)은 영국의 유튜버이자 웹 개발자이다. 그의 유튜브 채널 이름 또한 '토머스 스콧'이며 역사, 지리, 언어학, 과학 및 기술을 포함한 다양한 주제에 대한 교육 비디오를 제공한다. 2024년 1월 기준 그의 유튜브 채널 5개는 총 761만 명 이상의 구독자와 18억 2천만 회 이상의 조회수를 기록했다.

## 음반

### 싱글
- "On A Pirate Ship" - 2007년
- "Shelter Me from the Rain" - 2022년